# Vemerana

Vlajka republiky Vemerana

Vemerana byl krátce existující separatistický stát na území dnešní republiky Vanuatu.  Archivováno 5. 3. 2016 na Wayback Machine.

## Historie
V roce 1975 založil prorok Jimmy Stevens hnutí Nagriamel, které usilovalo o udržení kondominia Nové Hebridy. Argumentoval nutností zachovat tradiční způsob života bez politiky a urbanizace. Ve skutečnosti byl však podporován nátlakovou skupinou Phoenix Foundation, která chtěla jeho prostřednictvím získat vliv na místní ekonomiku . Hnutí získalo podporu hlavně u frankofonního obyvatelstva, které se obávalo vyhlášení vanuatské nezávislosti kvůli převaze anglicky mluvící většiny. Stevensovi lidé ovládli severní ostrovy Espiritu Santo a Malekula, kde využili místní rivality vůči centrálnímu ostrovu Efate a 1. června 1980 vyhlásili v Luganville nezávislou republiku Vemerana, jejíž vznik ale nikdo neuznal. Premiér Vanuatu Walter Lini povolal papuánské jednotky, které do 31. srpna 1980 vzpouru potlačily. Stevens byl uvězněn , po svém propuštění obnovil hnutí pod názvem N'Makiaute, ale už nezískal významnější vliv  Archivováno 21. 9. 2016 na Wayback Machine..